# MESH (cryptographie)
Pour les articles homonymes, voir Mesh.
Meilleure cryptanalyse
Aucune attaque connue.
MESH est un algorithme de chiffrement par bloc proposé en 2002 par Jorge Nakahara, Jr., Vincent Rijmen, Bart Preneel et Joos Vandewalle. Il est directement issu d'IDEA et utilise les mêmes opérations de base.
L'algorithme comporte en fait trois variantes, selon la taille de bloc choisie (64, 96 ou 128 bits). La taille de la clé est deux fois plus grande que celle du bloc et le nombre de tours nécessaires au chiffrement passe de 8,5 à 10,5 puis 12,5 en fonction des choix précédents. L'algorithme utilise un réseau de substitution-permutation semblable à celui de IDEA, mais comportant une structure d'arrondi plus large ou « MA-box ». MESH dispose d'un schéma de préparation des clés plus complexe que IDEA, pour prévenir les attaques contre les clés faibles et autres modèles peu sûrs de sous-clés.